# MaK G 1204 BB
A MaK G 1204 BB négytengelyes dízel-hidraulikus mozdonysorozat, a MaK G 1202 BB utódja, melyet a Maschinenbau Kiel (MaK) gyártott 1981 és 1991 között, összesen 18 példányban. A mozdonyokat elsősorban németországi ipari vasutakon használták, azonban kettő példány a Svájci Szövetségi Vasutaknál is dolgozott, ahol a Vossloh G 1000 BB-hez hasonlóan az Am 842 sorozat típusjelölést kapták.
A típus továbbfejlesztett változatából, az ÖBB 2070-ből 90 példányt gyártottak az Osztrák Szövetségi Vasutaknak.

## Technikai részletek
A G 1204 BB az 1978 és 1980 között gyártott G 1202 BB konstrukció továbbfejlesztése; mindkét típus külső méretei megegyeznek, azonban a G 1204 BB-t 1120 kW (1520 PS) névleges teljesítményű MTU 12V 396 sorozatú motorral szerelték, amely a G 1202-esben használt MTU 12V 331-es motorokhoz képest 175 vagy 120 kilowattal (238 vagy 163 metrikus lóerővel)  nagyobb teljesítményű. A G 1204 BB megengedett legnagyobb sebessége tolatófokozatban 30 vagy 42 km/h (19 vagy 26 mph), míg vonali fokozatban 60 vagy 80 km/h (37 vagy 50 mph), szolgálati tömege a ballasztolástól függően 72–88 t (71–87 angol tonna; 79–97 amerikai tonna), tüzelőanyag-tartályai összesen 2300 vagy 2500 l (510 vagy 550 imp gal; 610 vagy 660 US gal) kapacitásúak. A típus a német járműnyilvántartásban a 98 80 0276 sorozatszámot kapta.
A G 1204 BB-t a Bundesverbandes Deutscher Eisenbahnen (Német Vasutak Szövetsége) által az 1970-es években kidolgozott típusprogramja alapján fejlesztették ki. Ennek eredményeképp a vezetőfülkébe nem közvetlenül oldalról, hanem a rakszelvényen belül, a járdákról lehet bejutni, a mozdony négy sarkán helyet kapott lépcsőket pályakotrók védik, illetve a gépterek keskenyek, hogy a vezetőfülkéből rálátás nyíljon az ütközőkre.

## Üzemeltetők
A G 1204 BB típusból 1981 és 1991 között 18 példányt gyártottak hét németországi és egy svájci ipari vasút számára. A Ruhrkohle AG hat, a Sersa három, a Wanne-Herner Eisenbahn und Hafen, a Niederrheinische Verkehrsbetriebe, az Osthannoversche Eisenbahnen és a Westfälische Landes-Eisenbahn kettő-kettő, míg a Verkehrsbetriebe Kreis Plön egy ilyen mozdonyt rendelt.
A Sersa két mozdonya 1993-ban átkerült a Svájci Szövetségi Vasutakhoz, ahol az SBB Am 842 sorozat típusjelöléssel üzemelnek.
Egy G 1204 BB mozdonyt 2018-ban selejteztek.
| MaK G 1204 BB mozdonyok listája |             |                            |                                                 | |
| Gyártási szám                   | Gyártás éve | Első üzemeltető            | Legutóbbi üzemeltető                            | Megjegyzés |
| 1000796                         | 1981        | WLE „VL 0671“              | WLE „71“                                        | A mozdony 1989. október 25-én összeütközött a VL 0672-vel, rekonstrukciója után 1990. november 26-án vették újra állományba. Azóta bérmozdonyként üzemel, az Osthannoversche Eisenbahnen, az Emsländische Eisenbahn és a Niederrheinische Verkehrsbetriebe is használta. UIC-pályaszáma: 98 80 0276 001-1 D-WLE |
| 1000797                         | 1982        | RAG „2“                    | Commercial Contact S.r.l. „674“                 | |
| 1000798                         | 1982        | NIAG „2“                   | deLog Deutsche Logistik GmbH & Co. Portfolio KG | 2011-ben megvásárolta a Unirail, majd 2012-ben eladta azt a deLog Deutsche Logistik GmbH & Co. Portfolio KG-nak, ami bérmozdonyként üzemelteti azt. Az Oak Capital Locolease, a NIAG, a ProLok GmbH, a Mülheimer VerkehrsGesellschaft, Rail Care and Management GmbH és a Gunvor Deutschland GmbH is használta |
| 1000806                         | 1982        | WLE „VL 0672“              | WLE „72“                                        | A mozdony 1989. október 25-én összeütközött a VL 0671-gyel, rekonstrukciója után 1991. február 25-én vették újra állományba. Azóta bérmozdonyként üzemel, a Bentheimer Eisenbahn, az TWE Bahnbetriebs, a Captrain Deutschland CargoWest és a Mindener Kreisbahnen is használta. UIC-pályaszáma: 98 80 0276 004-5 D-WLE |
| 1000807                         | 1983        | RAG „4“                    | RAG „676“                                       | 2016-ban letétbe helyezték, 2018-ban a leverkuseni Bender Recycling GmbH & Co. KG telephelyén ócskavasként feldarabolták |
| 1000812                         | 1983        | Krupp MaK Maschinenbau „1“ | ArcelorMittal                                   | Kezdetben a MaK bérmozdonyként üzemeltette, a Dortmunder Eisenbahn és a RAG is használta. A RAG 1989 januárjában megvásárolta a mozdonyt, majd 2019-ben eladta azt az olasz ArcelorMittalnak |
| 1000813                         | 1983        | WHE „27“                   | WHE „27“                                        | |
| 1000814                         | 1984        | OHE „150003“               | ISL „14“                                        | UIC-pályaszáma: 98 80 0276 008-6 D-ISL |
| 1000815                         | 1984        | RAG „798“                  | Ing. De Aloe                                    | |
| 1000816                         | 1984        | WHE „28“                   | WHE „28“                                        | |
| 1000817                         | 1984        | RAG „793“                  | ArcelorMittal                                   | |
| 1000819                         | 1983        | VKP „V 154“                | Perlen Papier AG „Em 847 903-2“                 | 1992-ben megvásárolta a Industriebahn Nievenheim-Zons, amely bérmozdonyként üzemeltette; a Verkehrsgesellschaft Dormagennek és a Häfen und Güterverkehr Köln is használta. 2006-ban megvásárolta a railimpex Johannes Scheurich mozdonykereskedő, amely még ebben az évben továbbadta azt a svájci LSB Lok Service Burkhardt AG mozdonykereskedőnek. Innen a svájci Perlen Papier AG vásárolta meg. UIC-pályaszáma: 98 85 5 847 903-2 CH-PePa                                                                                  |
| 1000820                         | 1985        | NIAG „2“                   | Volkswagen                                      | 2011-ben megvásárolta a Unirail, majd 2012-ben a deLog Deutsche Logistik GmbH & Co. Portfolio KG, ami bérmozdonyként üzemeltette azt. Az Oak Capital Locolease allízingelte azt a NIAG-nak, a Railservice Alexander Neubauernek, a Chemion Logistiknak, a ProLoknak, a PCT Private Car Trainnek, Rail Care and Management GmbH-nak, a Gunvor Deutschlandnak, illetve a DeltaRailnek. 2020-ban megvásárolta a Gmeinder, majd még ebben az évben továbbadta a Volkswagennek, ami a emdeni üzemében használja azt                 |
| 1000821                         | 1985        | RAG „799“                  | Städtische Häfen Hannover „F 8“                 | Kezdetben a MaK bérmozdonyként üzemeltette, kizárólag a RAG használta, ami 1990-ben megvásárolta a mozdonyt. A Vossloh Locomotives 2005-ben megvásárolta, 2008-ban eladta a Northrailnek, majd 2011-ben visszavásárolta azt. A Städtische Häfen Hannover 2012-ben vásárolta meg a mozdonyt. UIC-pályaszáma: 98 80 0276 014-4 D-SHH |
| 1000822                         | 1985        | OHE „150004“               | mkb „V 22“                                      | Az OHE 2015-ben bérbe adta az Ilmebahnnak, majd 2016-ban eladta a Mindener Kreisbahnennek. UIC-pályaszáma: 98 80 0276 015-1 D-MKB |
| 1000866                         | 1991        | Sersa AG „Am 847 953-7“    | KSW „45“                                        | A Sersa AG 1997-től kezdve bérmozdonyként üzemeltette, a RAG és a Teutoburger Wald-Eisenbahn használta. 2003-ban a Vossloh Locomotives megvásárolta, majd bérmozdonyként üzemeltette és a Chemion Logistik, a Neuss-Düsseldorfer Häfen, az Albtal-Verkehrs-Gesellschaft, a Mülheimer VerkehrsGesellschaft, a Kreisbahn Siegen-Wittgenstein, a Havelländische Eisenbahn, a Bentheimer Eisenbahn és a Weserbahn GmbH is használta. 2007-ben megvásárolta a Kreisbahn Siegen-Wittgenstein. UIC-pályaszáma: 98 80 0276 016-9 D-KSW |
| 1000878                         | 1991        | Sersa AG                   | SBB „Am 842 000-2“                              | |
| 1000879                         | 1991        | Sersa AG                   | SBB „Am 842 001-0“                              | UIC-pályaszáma: 92 85 8 842 001-0 CH-SBBI |

## Fordítás
- Ez a szócikk részben vagy egészben  a   MaK G 1204 BB című német Wikipédia-szócikk ezen változatának fordításán alapul.  Az eredeti cikk szerkesztőit annak laptörténete sorolja fel. Ez a jelzés csupán a megfogalmazás eredetét és a szerzői jogokat jelzi, nem szolgál a cikkben szereplő információk forrásmegjelöléseként.